# Westend
Westend foi uma banda  austríaca da década de 1980. Participou no Festival Eurovisão da Canção 1983 interpretando o tema Hurricane. 
A banda era constituída por Gary Lux, Hans Christian Wagner, Bernhard Rabitsch, Peter Vieweger and Patricia Tandien. Naquele festival terminaram em nono lugar e receberam  53 pontos.